# Clydesdale FC
Cowlairs Football Club was een Schotse voetbalclub uit Glasgow. De club werd opgericht in 1870 en ontbonden in 1876. De thuiswedstrijden werden gespeeld in Kinning Park. De clubkleuren waren rood-blauw.

## Prijzenlijst
Nationaal
- Scottish Cup
  - Runner up (1): 1874